# スダチ

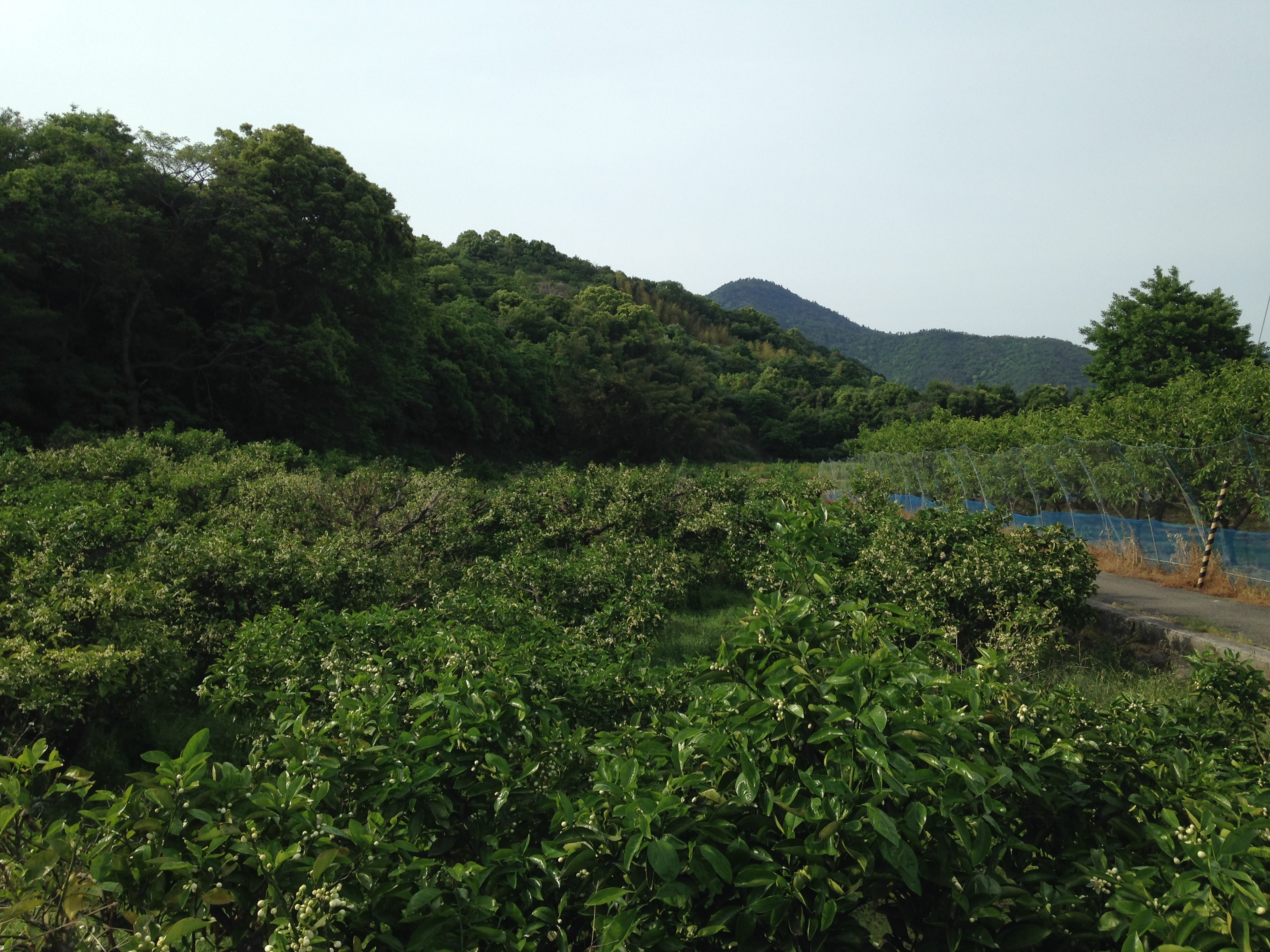
徳島県鳴門市のすだち園

スダチ（酢橘、学名: Citrus aurantium Sour Orange Group、シノニム: Citrus sudachi）はミカン科の常緑低木ないし中高木。徳島県特産の果物で、カボスやユコウと同じ香酸柑橘類。果実は直径3 - 4センチメートルで、多くは緑色の未熟果が使われて果汁に多くの酸味がある。名称の由来は食酢として使っていたことにちなんで、「酢の橘」から酢橘（すたちばな）と名付けていたが、現代の一般的な呼称はスダチである。
木乃酢（きのす）とも呼ばれる。

## 形態・生産
花期は5月 - 6月頃、純白の花を咲かせ、秋頃に果実が実る。果皮が青い未熟果のうちに収穫し出荷するが、熟すとミカンと同様に黄色くなる。旬は8月 - 10月で露地栽培の果実が出荷され、香りも味わいも最もよいものとなっている。冬の11月 - 2月の出荷品は露地栽培したものを冷蔵して販売し、酸味は比較的穏やかとなり、やわらかな味が楽しめる。3月 - 8月はハウス栽培品で、1年中入手することができる。
現在の主な産地は徳島県神山町や佐那河内村、阿南市である。日本における収穫量は2005年が4,469 トン、2010年が5,882 トンであり、その98%が徳島県で生産されている。2009年から2018年までに生産量は約2000トン減少している。
スダチは徳島県を代表する特産物であり、スダチの花は1974年に徳島県の県花に指定されている。1993年にはスダチをモチーフとした「すだちくん」という徳島県のイメージキャラクターが誕生した。
飲食店やホテルなど業務用の需要が多い。2023年3月31日に地理的表示（GI）保護制度に基づく保護対象に登録された。
特にサンマに合わせて使われることから、スダチの売り上げはサンマの水揚げ量と関係している。またマツタケの輸入量とも関連がある。

## 利用
外皮が青、又は黄色の果実を切り分け、鍋料理の具やサンマなどの焼き魚、魚介類の刺身、あるいは焼き松茸などを食べる直前に、料理に果汁をかけるために添えられる。
果汁は食用酢としても用いられ、通常の酢の代りに酢の物の材料としたりする。
果汁以外では、青い果実の外皮部分を薄く切ったり、薬味おろしでおろすなどして、薬味として利用される。スダチとカボスではスダチの方が小さい。徳島県では香りを楽しむために味噌汁や酒に入れる。

## 成分や薬効

### フラボノイド系
レモンやライムの果汁に豊富なエリオシトリンは、スダチ汁にも同等程度含まれるが、ゆず汁やカボス汁には欠ける成分である。またネオエリオシトリン（ダイダイやベルガモットに豊富）も、スダチの果皮や果汁に検出されるでもスダチのエリオシトリン含有を報告。エリオシトリンは、脂質過酸化にたいする抗酸化作用が発表されており、ネオエリオシトリンと共にアレルギーや動脈硬化に関与するリポキシゲナーゼの形成を阻害するとされる。
また、ナリルチンは、花粉症に効き目があるとされる和歌山県の特産かんきつ類ジャバラの有効成分とされ、ジャバラ汁にはユズ汁の6倍の濃度があるとされるが、スダチ汁にもユズ汁の3倍との結果がある（100ml あたり20.1 mg 対 6.6 mg）。ただし、この物質は、果皮にならばユズやカボスにも相当豊富である。

### カルシウム吸収促進
カルシウム吸収の促進効果が研究されている。

### 糖尿病への効果
2006年、徳島大学の研究チームが、スダチの搾りかすに血糖値の上昇を抑える効果があると発表した。
同チームと農協の共同研究で、スダチの搾りかすの成分に糖尿病治療の効果がある可能性が判明し、ラットに対する実験で、慢性糖尿病の状態にしたラット7匹に対し、1年間スダチの搾りかすの粉末を与えたところ、6匹に改善の効果があったことが分かった（対照実験として、粉末を与えなかった8匹は血糖値が高いままであった）。

## その他の特徴
- カボスと混同されることがあるが、カボスとスダチは大きさが全く違う。スダチは30 - 40グラム程度、カボスは100 - 150グラム程度である。